# Nurikabe (folklore)

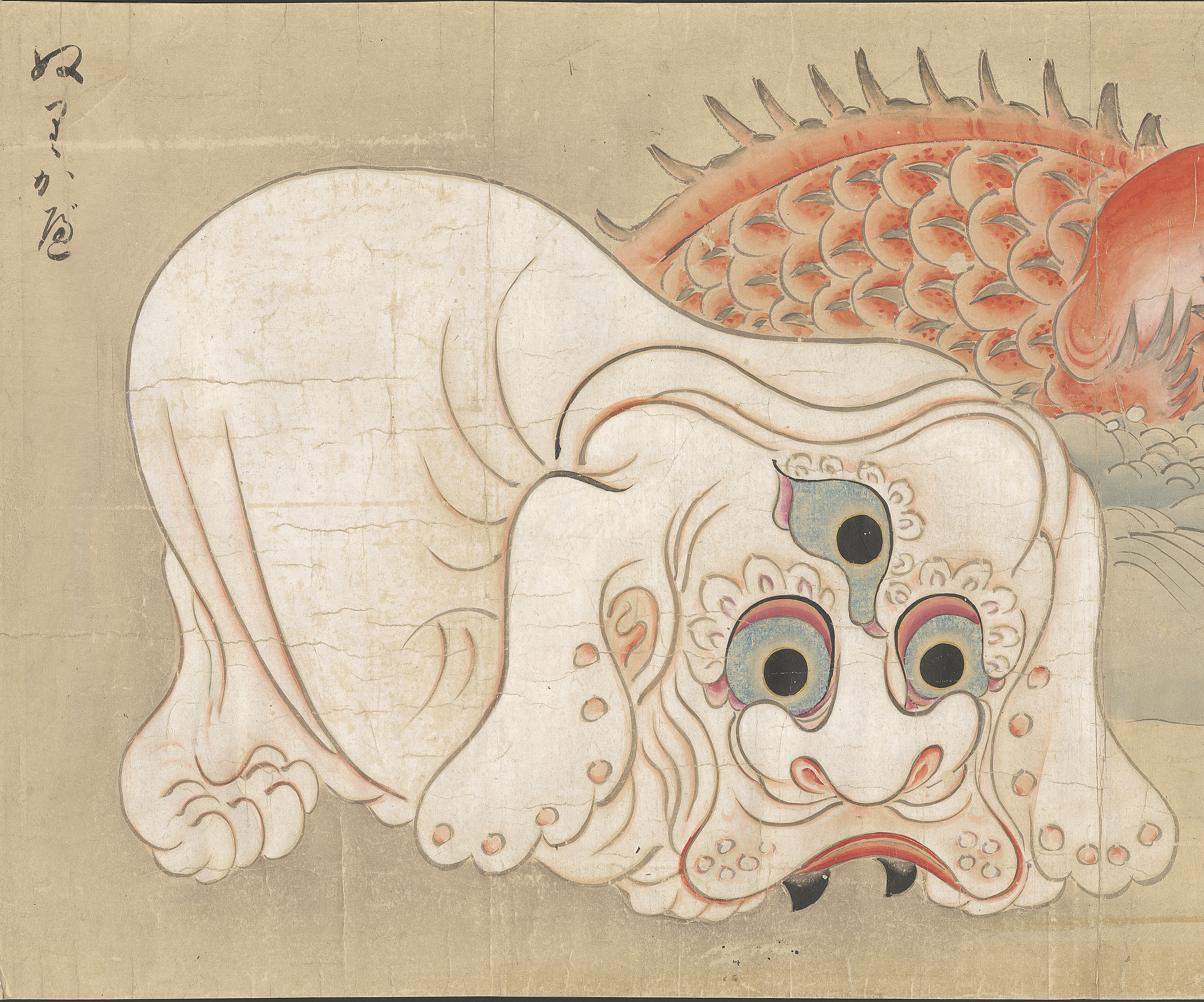
Nurikabe (ぬりかべ) från Bakemono no e (化物之繪, ca 1700), Harry F. Bruning Samling av japanska böcker och manuskript, speciella samlingar av L. Tom Perry, biblioteket Harold B. Lee, Brigham Young University.

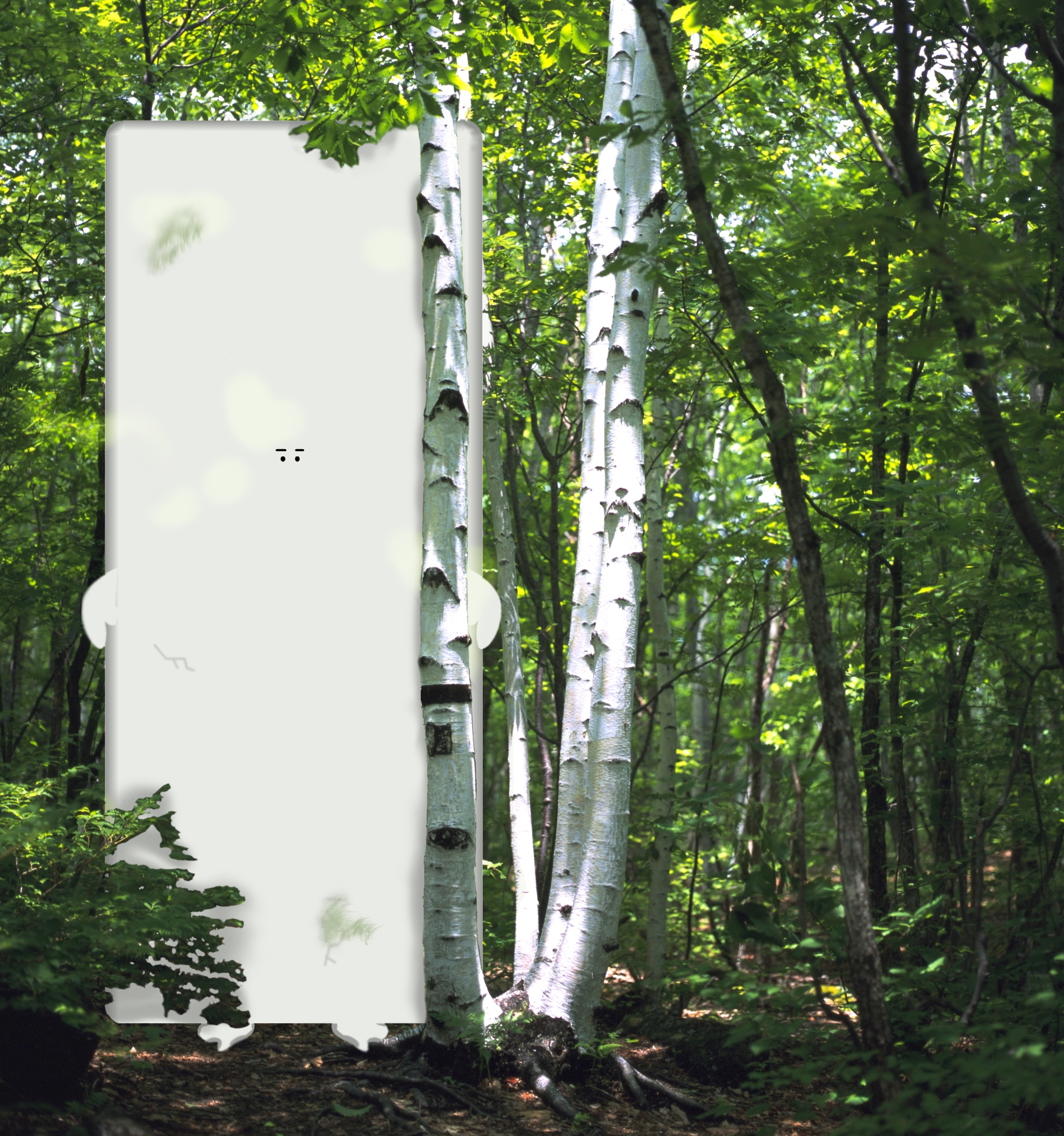

En nurikabe (japanska: 塗壁, ぬりかべ) är en ande (japanska: 妖怪, yōkai) från den japanska mytologin. Den uppträder som en osynlig mur och hindrar vandrare att komma vidare eller leder dem på fel väg.
En nurikabe förekommer i den av Takashi Miike regisserade filmen Det stora yokaikriget (japanska: Yokai Daisenso).